# Параньяке
Параньяке, офіційно як Параньяке Сіті (тагальська: Lungsod ng Parañaque, тагальська вимова: [paɾɐˈɲäke̞]) — високоурбанізоване місто 1-го класу в національному столичному регіоні Філіппін. За даними перепису населення 2020 року, його населення становить 689 992 особи.
Межує на півночі з Пасаєм, на північному сході з Тагігом, на південному сході з Мунтінлупою, на південному заході з Лас-Піньяс і на заході з Манільською затокою. Як і решта Метро-Маніли, у Параньяке тропічний клімат із лише двома різними сезонами: вологим (з липня по вересень) і сухим (з жовтня по червень). У місті щорічно випадає 1822 міліметра опадів (71,7 дюйма) і середньодобова максимальна температура 34,4 °C (93,9 °F).

## Географія
Параньяке розташований у південній частині Метро Маніли. Він розділений на два окремих райони, кожен з яких містить вісім барангаїв. Він розділений на два окремих райони, кожен з яких містить вісім барангаїв. Округ I включає Бакларан, Тамбо, Дон Гало, Санто-Ніньйо, Ла-Уерта, Сан-Діонісіо, Віталес і Сан-Ісідро, а до округу II входять Барангайс БФ, Сан-Антоніо, Марсело Грін, Сан-Веллі, Дон Боско, Місячна прогулянка, Мервіль і Сан. Мартін де Поррес.

## Мова
Рідною мовою Параньяке є тагальська, місце народження великого філіпського письменника Мануеля Бернабе, але більшість жителів можуть розуміти й розмовляти англійською.

## Релігія

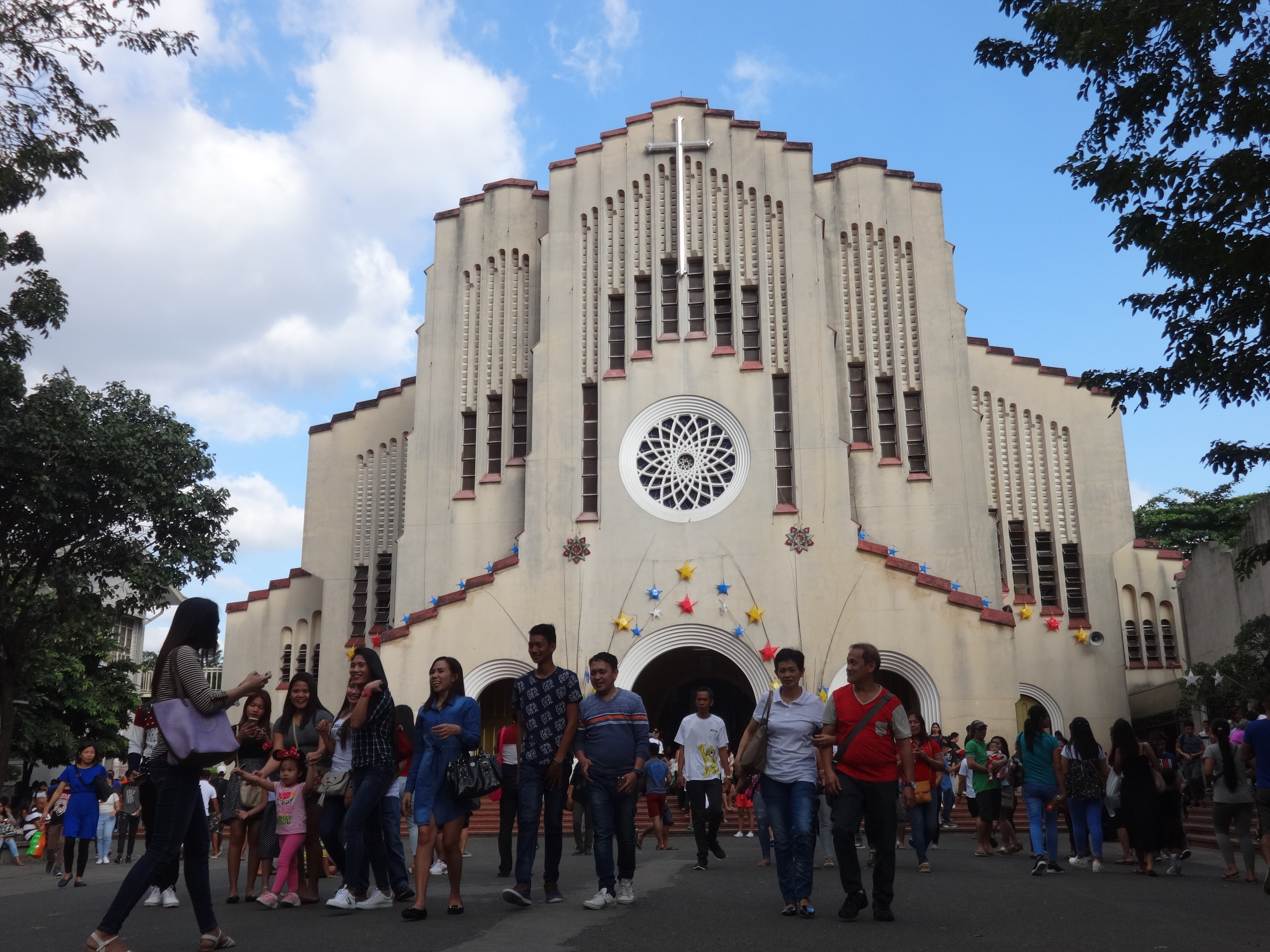
Національна святиня Матері нашої Неустанної Помочі

Більшість населення Параньяка — християни, переважно віряни Католицької церкви.
Римо-католицькі церкви в Параньяке знаходяться під юрисдикцією єпархії Параньяке. Є дві національні святині: Національна святиня Матері Неустанної Помочі (широко відома як Бакларанська церква або Редемптористська церква) і Національна святиня Марії Помічниці; Собор Параньяке або кафедральна парафія Святого Андрія є найстарішою церквою в Параньяке і материнською церквою єпархії Параньяке. Налічується близько 90 парафій і 2 підпарафії.
Грецька Православна Церква (з якої походить ікона Неустанної Помочі) також має собор в Об'єднаному Параньяке V — Благовіщенському православному соборі — першому православному храмі в Південно-Східній Азії, освяченому Вселенським Патріархом Константинопольським.
У Параньяке також є ряд Протестантських церков.
Існує також меншість мусульман, які переважно живуть на Бакларані. У Параньяку є дві мечеті.

## Транспорт

### Залізниця
Параньяке обслуговується LRT-1 (через станцію Бакларан, яка розташована в Пасаї) і PNR (через станцію Бікутан). LRT-1 буде розширено до Бакоор. Фактичне будівництво офіційно розпочалося 7 травня 2019 року, тому що смуга проїзду очищена від перешкод. Фактичне будівництво розпочнеться від Бакларана до Суката. У четвер, 4 травня 2017 р., відбувся фундамент проекту розширення LRT Line 1 South. Після часткового введення в експлуатацію Parañaque буде обслуговуватись LRT-1. Розширення планується для часткової експлуатації до кінця 2024 або початку 2025 року, а повної роботи — до другого кварталу 2027 року.

### Аеропорт
Параньяке — це термінал 1 Міжнародного аеропорту Ніной Акіно, оскільки аеропортовий комплекс розташований на кордоні Пасаї-Параньяке. Він розташований уздовж проспекту Ніной Акіно, і багато великих міжнародних авіакомпаній виконують рейси з терміналу.

### Комунальні транспортні засоби
Як і в інших містах Маніли, комунальні транспортні засоби (PUV), такі як автобуси, джипні та UV Express, курсують по всьому Параньяку, щоб обслуговувати пасажирів. Інтегрована термінальна біржа Paranaque (PITx) розташована в Барангай-Тамбо і слугує інтермодальним транспортним вузлом для PUV.

## Галерея

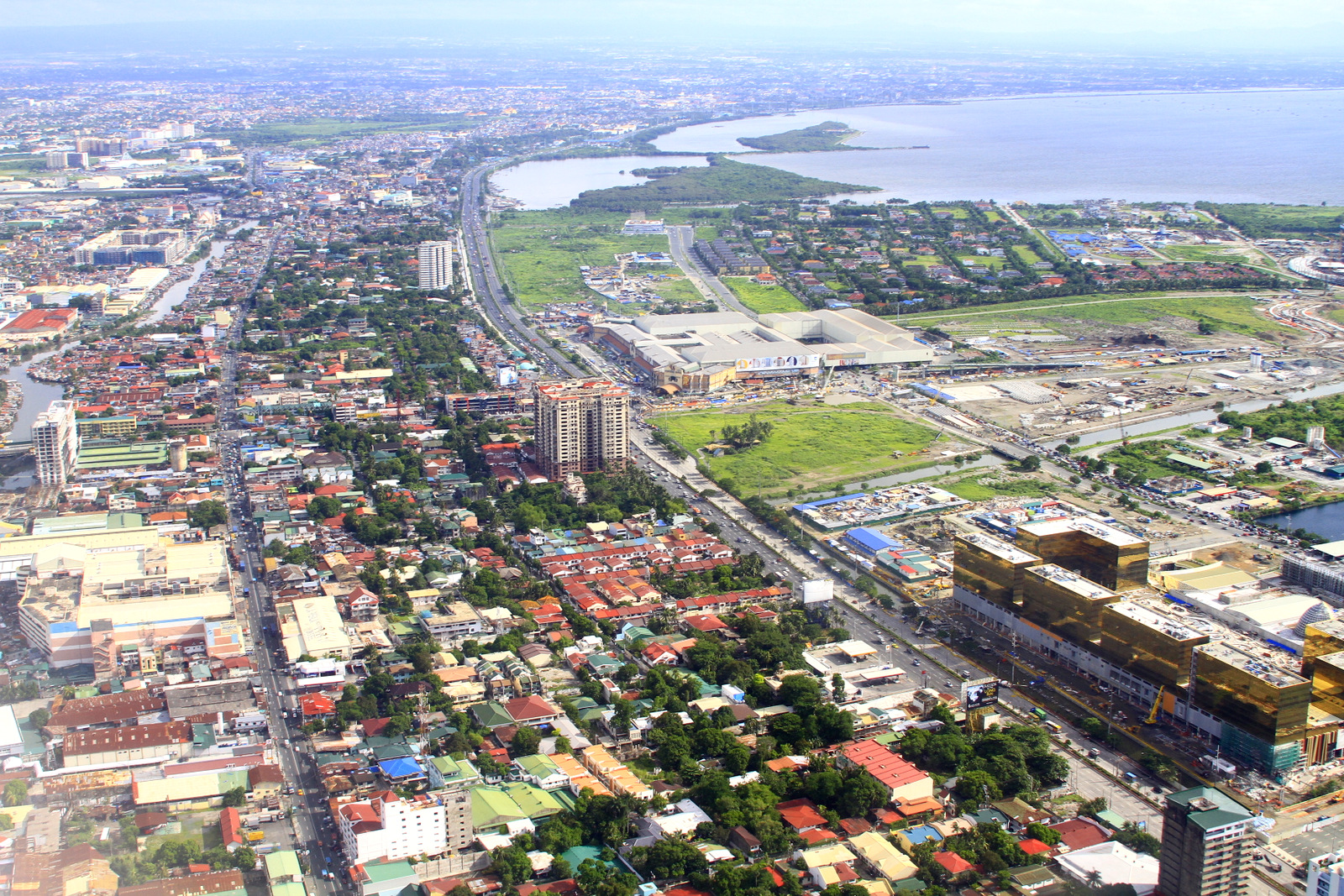
Вид з повітря на Параньяке
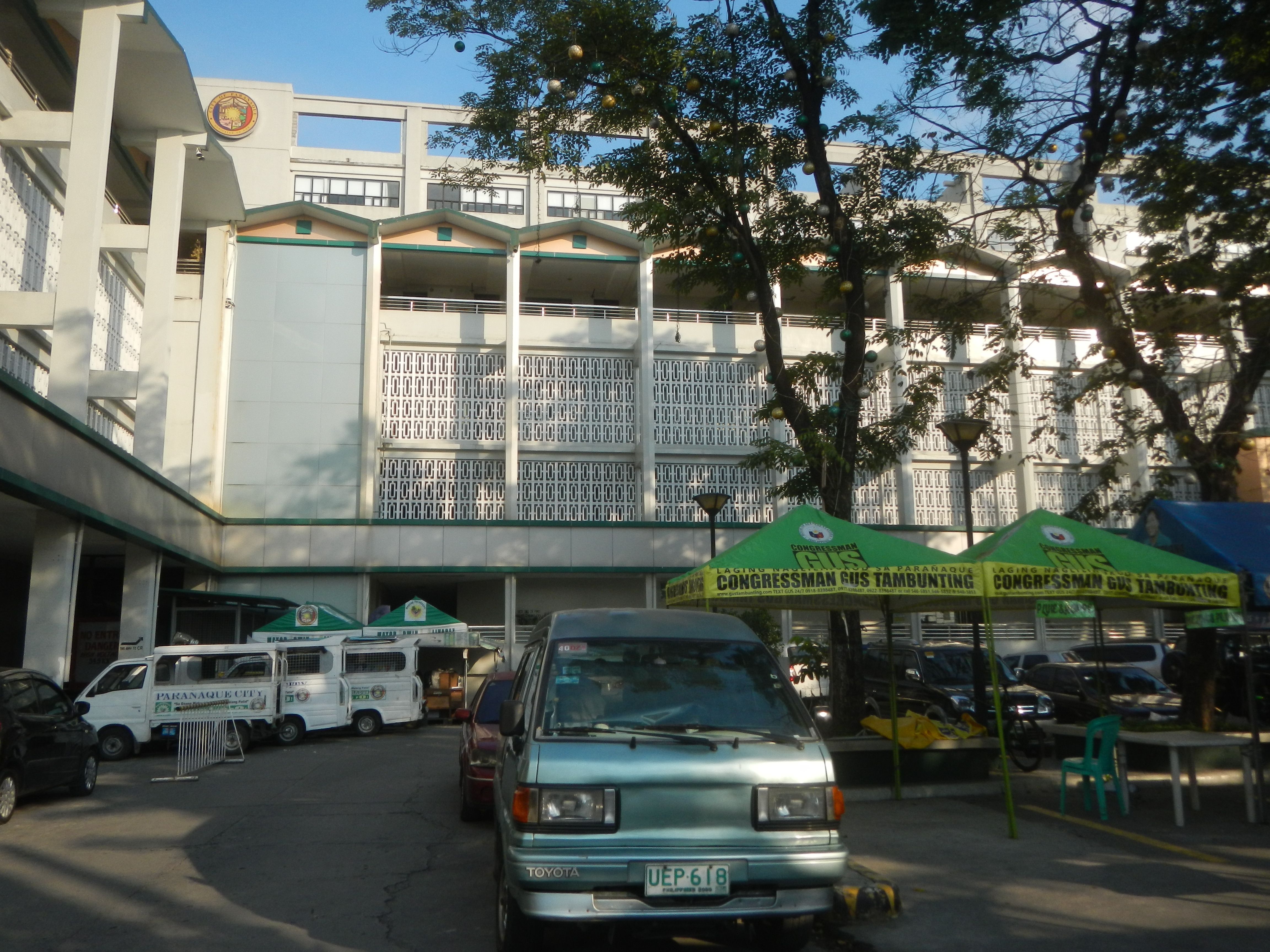
Мерія Параньяке
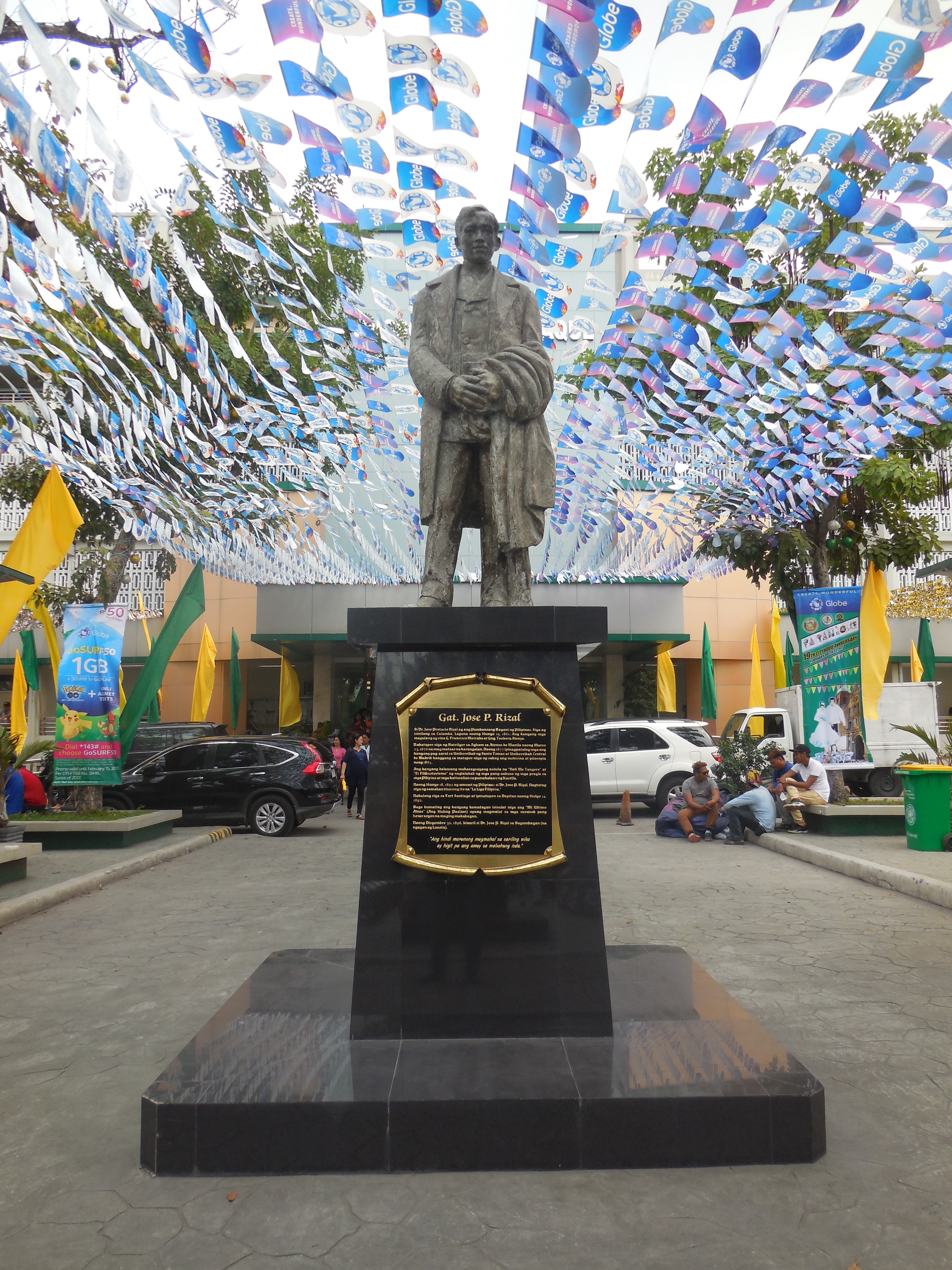
Пам'ятник Хосе Рісалю у Параньяке
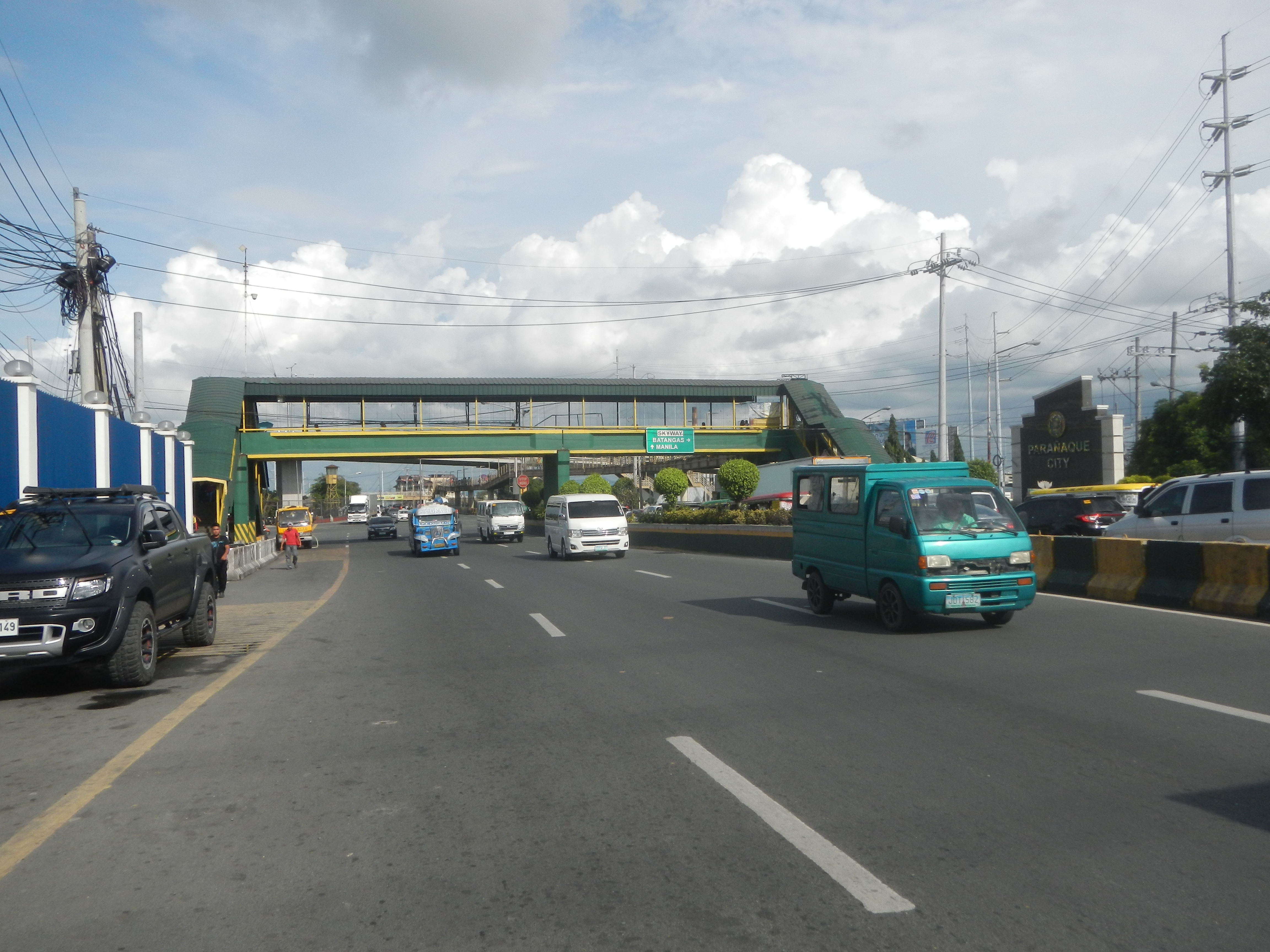
Проспект Доктора Аркадіо Сантоса (Dr. Arcadio Santos Avenue) - головна вулиця Параньяке
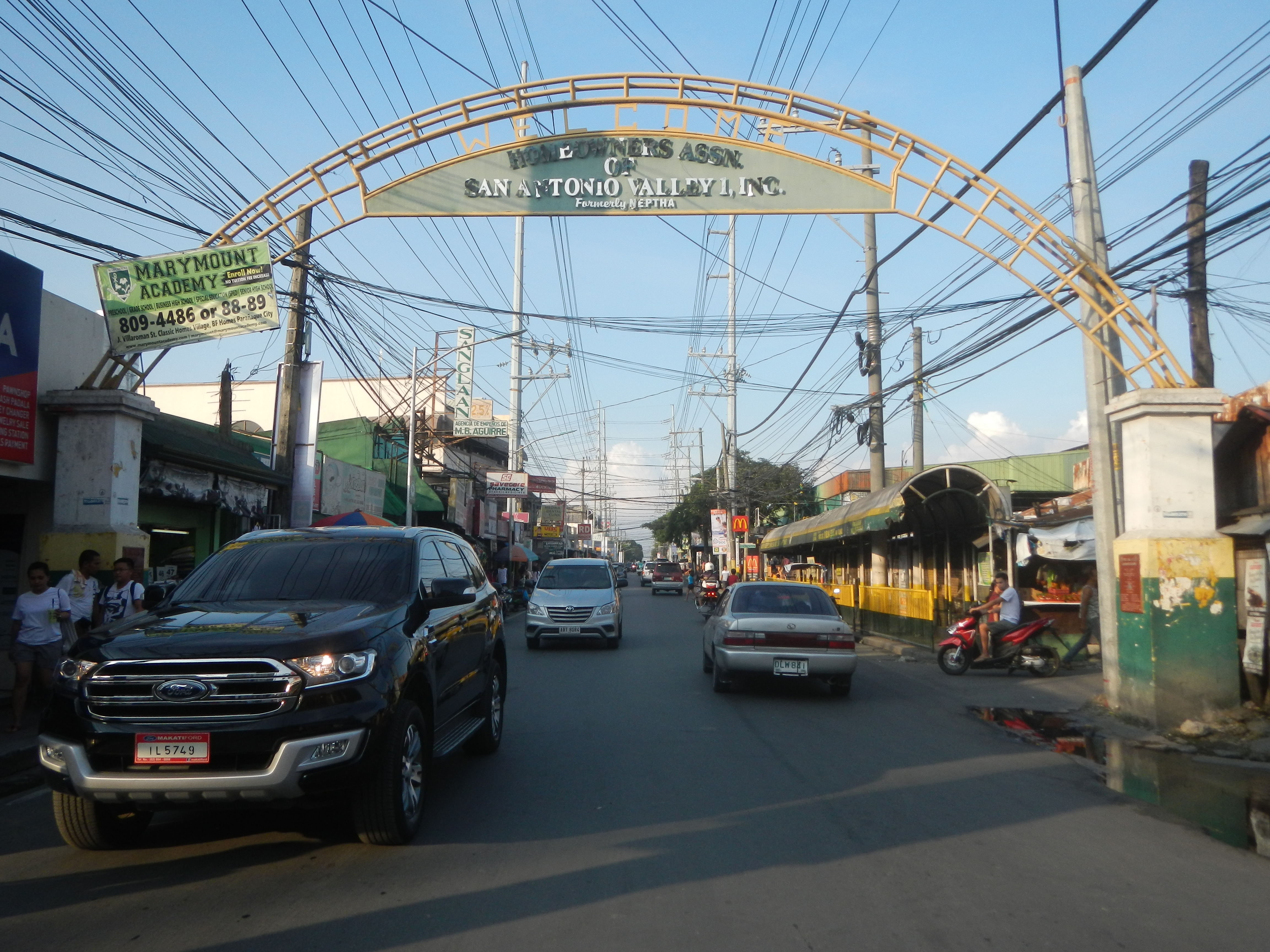